# Nikolay Lvov
Nikolay Aleksandrovich Lvov (Cherenchitsy, 4 de maio de 1753 - Moscou, 21 de dezembro de 1803) foi um polímata russo. É mais conhecido pela sua contribuição arquitetônica, desenvolvendo um estilo afim da escola palladiana de Giacomo Quarenghi. Trabalhou em São Petersburgo mas deixou muitas construções pelo interior.
Fundou uma escola de construtores que formou mais de 800 alunos. Publicou um tratado sobre o carvão, fez experimentos com pirólise, propôs novos usos para o carvão e o enxofre, escreveu um tratado sobre aquecimento e ventilação, traduziu obras de Anacreonte, Palladio, Petrarca e Safo; escreveu librettos para óperas, pesquisou as crônicas russas e as canções populares, viajou pela Europa, interessou-se pelo teatro e foi ator, foi um dos 36 primeiros acadêmicos da Academia Imperial, desempenhou missões diplomáticas, foi conselheiro de artistas, escreveu poesia, compôs música, e criou as gravuras para sua tradução de Palladio.